# Псевдо-Аполлодор
Псевдо-Аполлодор — неизвестный древнегреческий писатель, ошибочно отождествлявшийся с Аполлодором Афинским.

## Сведения
Автор «Библиотеки» (в исторической литературе принято название «„Мифологическая библиотека“ Псевдо-Аполлодора», обычно датируемые I или II веком нашей эры) — произведения в трёх томах, представлявшего собой большое собрание традиционной древнегреческой мифологии и героических легенд. «Библиотека» на сегодняшний день является одним из важнейших источников по греческой мифологии. Сохранилась только часть данного произведения, но не в оригинале, а переписанная в XV веке для библиотеки кардинала Виссариона. Впервые произведение издал в Риме в 1555 году Бенедетто Эджо.
На некоторых сохранившихся рукописях «Библиотеки» в нескольких местах в качестве автора указан некий «Аполлодор» (Diller 1983). Тем не менее детальный анализ текста показал, что данный Аполлодор (имя, распространённое в Древней Греции) не мог быть известным грамматиком Аполлодором Афинским, в частности, потому что в тексте цитируется римский автор Кастор Родосский, современник Цицерона. По данной причине автор текста именуется «Псевдо-Аполлодором».

## Переводы и ссылки
- Аполлодора грамматика афинейского, Библиотеки, или О богах / Пер. А. Баркова, с предисл. Ф. Прокоповича. — М., 1725.
- Аполлодора Афинейского баснословие, или Библиотека о богах, книга I и II / Пер. В. С. Подшивалова. — М., 1787. — 143 с.
- Аполлодор. Мифологическая библиотека / Пер., ст. и прим. В. Г. Боруховича. Отв. ред. Я. М. Боровский. — Л.: Наука, 1972. — 216 с. — (Литературные памятники). — 50 000 экз. доступный текст
- Аполлодор. Мифологическая библиотека / Пер., предисл. и комм. А. Шапошникова. — М.: Эксмо, 2006. — 413 с. — (Антология мудрости). — ISBN 5-699-18359-0.

### На иностранных языках
- Online Text: Apollodorus The Library translated by J. G. Frazer segmented text with copious footnotes
- Online Text: Apollodorus The Library translated by J. G. Frazer condensed text (4 pgs)
- Apollodorus of Athens and the Bibliotheca
- В серии «Loeb Classical Library» сочинение издано под № 121 и 122 (текст и англ. пер. Фрэзера): том 1; том 2.